# Memorial & Museu Nacional do 11 de Setembro
National September 11 Memorial & Museum (em português:  Museu e Memorial Nacional do 11 de setembro) é um memorial e um museu no local onde ficavam as torres do World Trade Center em Nova Iorque, Estados Unidos, destruídas nos ataques de 11 de setembro de 2001.
Em agosto de 2006, a World Trade Center Memorial Foundation e a Autoridade Portuária de Nova York e Nova Jersey começaram a construção no National September 11 Memorial & Museum. O memorial está localizado no local do World Trade Center, no antigo local das Torres Gêmeas, destruídas durante os ataques de 11 de setembro de 2001. A World Trade Center Memorial Foundation foi rebatizada para National September 11 Memorial & Museum at the World Trade Center em 2007. O vencedor da competição do Memorial do World Trade Center Memorial foi o arquiteto israelo-estadunidense Michael Arad, da Handel Architects, uma empresa sediada em Nova York e em São Francisco. Arad trabalhou com arquitetura paisagista na empresa Peter Walker and Partners no projeto que prevê uma floresta de árvores com duas piscinas quadradas no centro, onde estavam as torres gêmeas.
O design do é consistente com o plano original de Daniel Libeskind, que pedia que o memorial fosse 30 metros abaixo do nível da rua em uma praça.
Um memorial foi planejado logo após os ataques e da destruição do World Trade Center para lembrar as vítimas e os envolvidos no resgate. A Nacional 11 set Memorial & Museum at the World Trade Center é uma corporação sem fins lucrativos com a missão de arrecadar fundos para manter e operar o memorial e o museu. O memorial foi inaugurado no dia 11 de setembro de 2011.

## Memorial

### Projeto
Anteriormente ao World Trade Center Memorial Foundation, o National September 11 Memorial & Museum foi criado como uma organização sem fins lucrativos com o objetivo de levantar fundos para a construção do memorial. Seu corpo de dirigentes reuniu-se pela primeira vez em 4 de janeiro de 2005, tendo atingido sua primeira meta de arrecadação em abril de 2008. Os fundos alcançados e fundos adicionais foram revertidos para a construção do memorial e do museu.
Em 2003, a Lower Manhattan Development Corporation - organização criada com a finalidade de promover a reconstrução das estruturas afetadas na região de Lower Manhattan - lançou o website World Trade Center Site Memorial Competition, um concurso internacional reunindo propostas para a construção do memorial. A comissão recebeu projetos individuais e coletivos de todo o globo. Em 19 de novembro de 2003, o júri composto por 13 membros selecionou oito projetos finalistas. Em 6 de janeiro de 2004, foi escolhido o projeto Reflecting Absence, de Michael Arad e Peter Walker; que consiste em um campo arborizado seccionado por dois grandes espelhos d'água no formato da base das Torres Gêmeas. As árvores decíduas (carvalho branco do pântano) são enfileiradas em aglomerados, criando o efeito de clareiras e bosques informais. O parque circundante situa-se ao nível da via principal, acima do Memorial. Sobre o parapeito circundando a cascata artificial estão gravados os nomes das vítimas do atentado (incluindo vítimas do Pentágono, do atentado de 1993 e dos voos American Airlines 77 e United Airlines 93). Um trecho do muro de arrimo, originalmente erguido como limite ao rio Hudson, ainda é preservada como parte do museu. Em 14 de janeiro de 2004, o projeto final do Memorial do World Trade Center foi revelado ao público durante coletiva de imprensa no histórico Federal Hall.
Conforme o estabelecido pela Lower Manhattan Development Corporation (LMDC), a Fundação do Memorial do World Trade Center é responsável por operar e financiar o Memorial e o Museu. Em maio de 2006, John C. Whitehead, então presidente de ambas as organizações, anunciou sua renúncia ao cargo e foi sucedido por Kevin Rampe; seguindo recomendações do Prefeito Michael Bloomberg.
A construção do memorial teve início em agosto de 2006 e, apesar dos diversas atrasos, o projeto foi anunciado para inauguração em 11 de setembro de 2011, quando seria completada uma década dos ataques terroristas.

### Construção

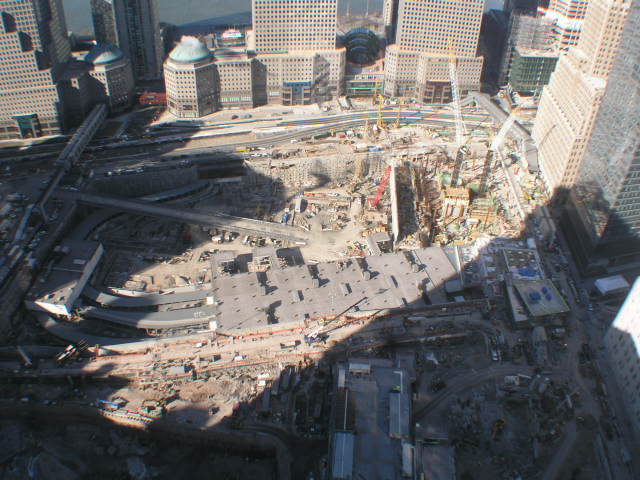
21 de janeiro, 2008.
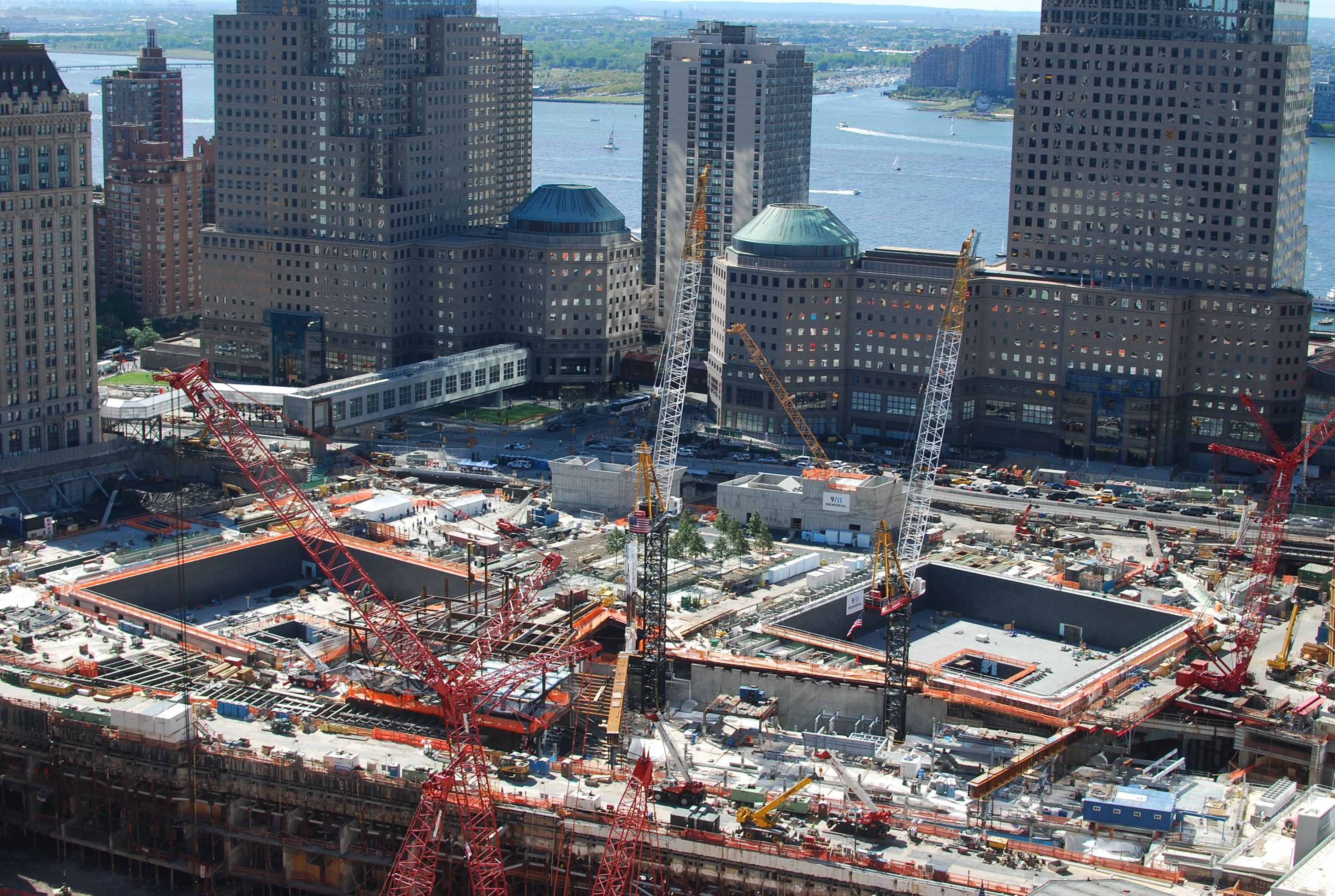
Setembro de 2010.
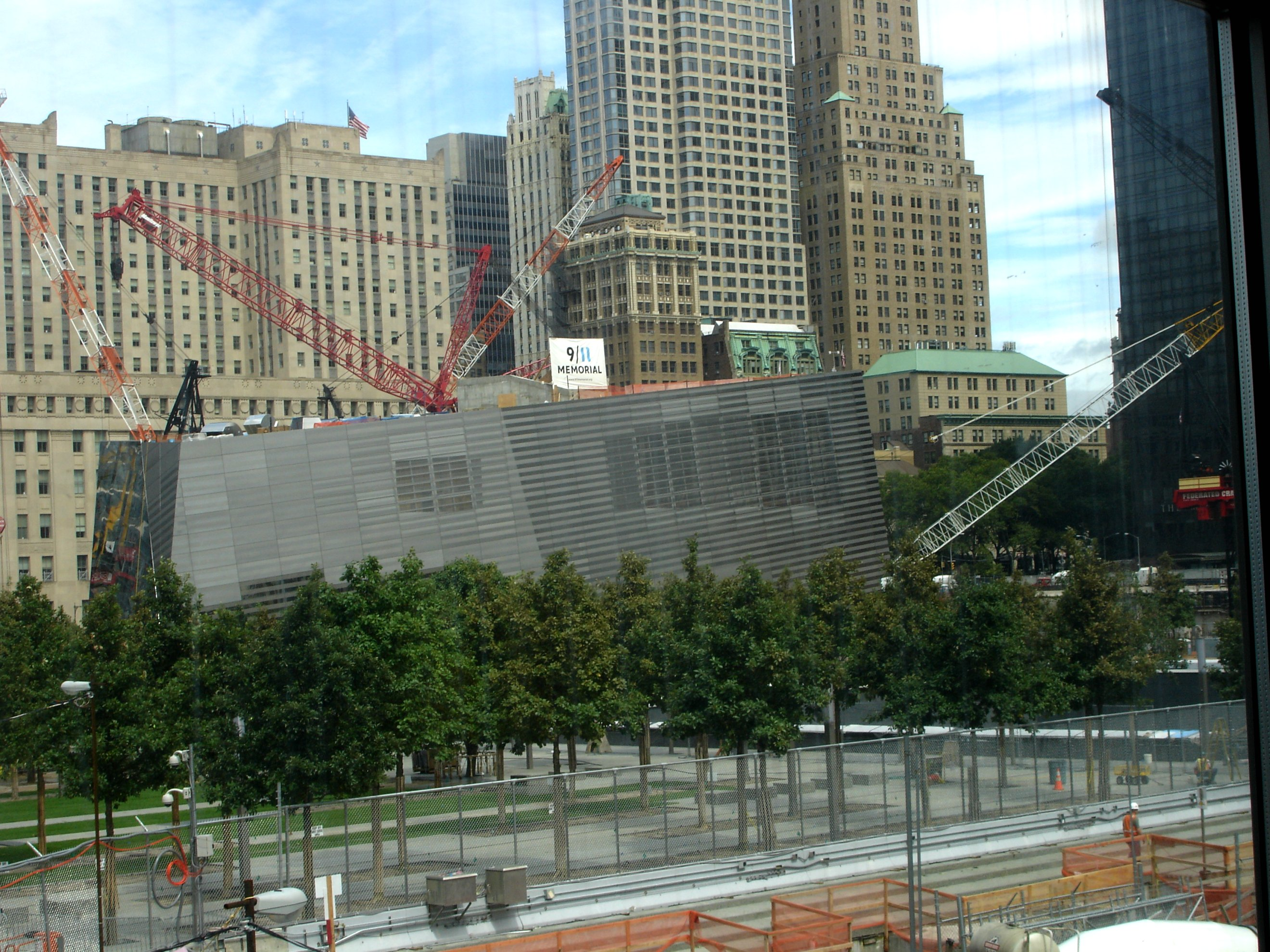
22 de agosto, 2011.
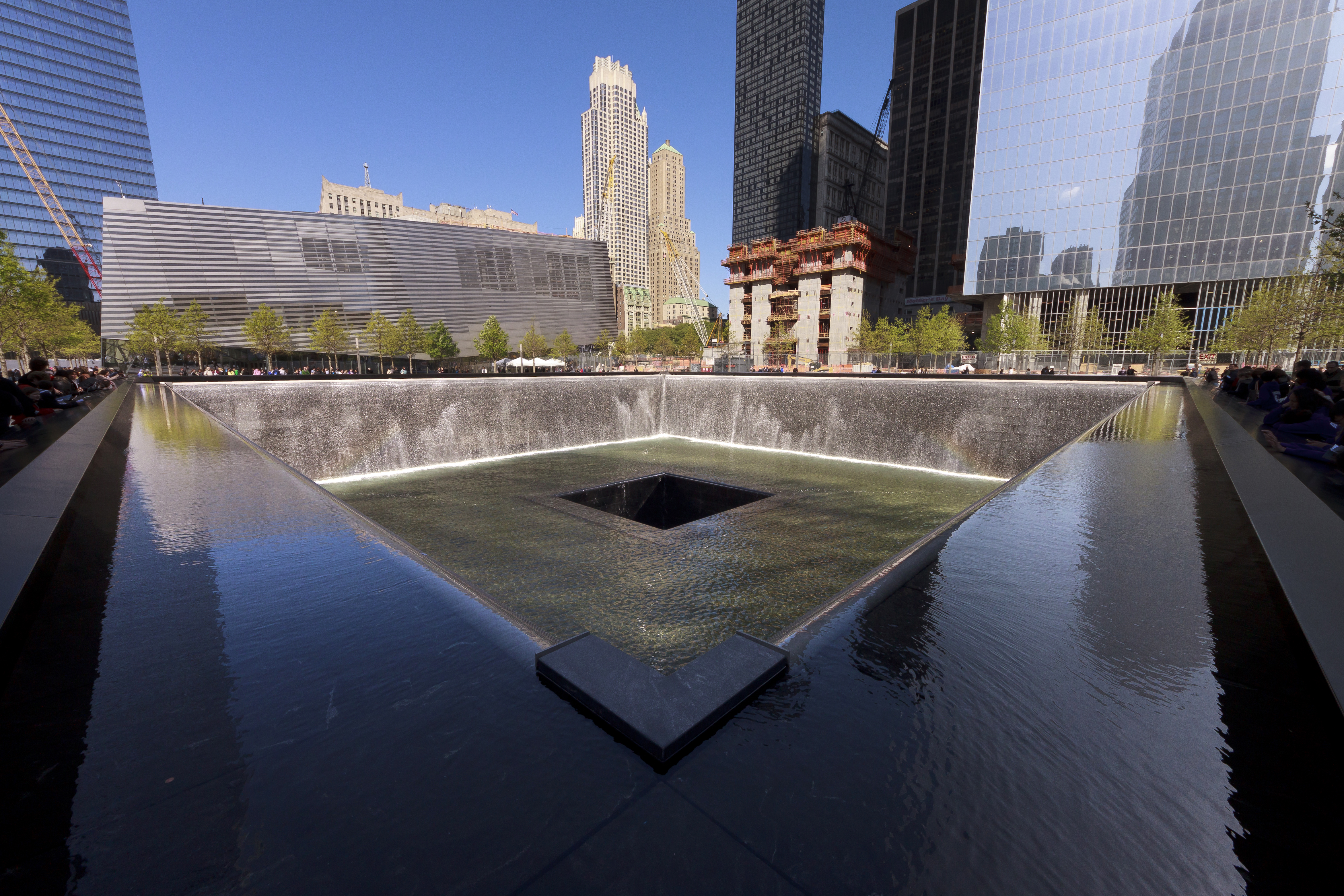
27 de abril, 2012.

Em 13 de março de 2006, os primeiros operários chegaram ao local do antigo World Trade Center para o início da construção do memorial Reflecting Absence sob protestos de familiares das vítimas e outros cidadãos nova-iorquinos de que o memorial deveria ser erguido a partir do nível do solo. O presidente da fundação do memorial afirmou que familiares das vítimas haviam sido consultados previamente e o projeto havia sido selecionado levando em consideração a opção das famílias. Em maio, os custos das obras haviam aumentado para mais de 1 bilhão de dólares, levando Bloomberg a afirmar que "não há uma quantidade ilimitada de dinheiro que podemos investir no memorial. Qualquer valor acima de 500 milhões já seria inapropriado".
Em 2006, sob recomendação de Bloomberg e do Governador George Pataki, a construtora Sciame Development empreendeu uma análise profunda e detalhada da obra, consultando familiares das vítimas, residentes e comerciantes da região de Lower Manhattan. Como resultado, foram implementadas modificações ao projeto original, mantendo o custo abaixo do limite previsto pela Prefeitura de Nova Iorque.
Em julho de 2008, a "Escadaria dos Sobreviventes" foi transferida para os alicerces, tornando-se o primeiro artefato do futuro museu. Ao final de agosto, as bases e fundações foram concluídas. Em 2 de setembro, a primeira coluna de 3,5 toneladas do memorial foi erguida próxima ao local da antiga Torre Norte. Até então, cerca de 70% dos contratos de construção encontravam-se adjudicados ou prontos para adjudicar. Um total de 8,3 toneladas de aço foi utilizado no local do memorial. Em abril de 2010, as bordas dos espelhos d'água foram totalmente cobertas em metal e 85% da concretagem havia sido realizada. Pouco dias depois, operários iniciaram a instalação do revestimento em granito das fontes. Em julho, as primeiras mudas do carvalho branco foram plantadas na praça ao redor do memorial. A espécie pode atingir 24 metros de altura e tem expectativa de vida de 300 a 350 anos. Dentre as plantas trazidas para o local, uma pereira conhecida como "Árvore Sobrevivente" foi remanejada para replantio.
Em 12 de setembro de 2011, um dia após a observação de uma década dos atentados de 11 de setembro de 2001, o memorial foi aberto ao público. O período desde a data de inauguração até 25 de maio de 2014 ficou conhecido como "período de operação interina", quando o memorial esteve cercado pelo canteiro de obras dos prédios circunvizinhos.

### Arquitetura

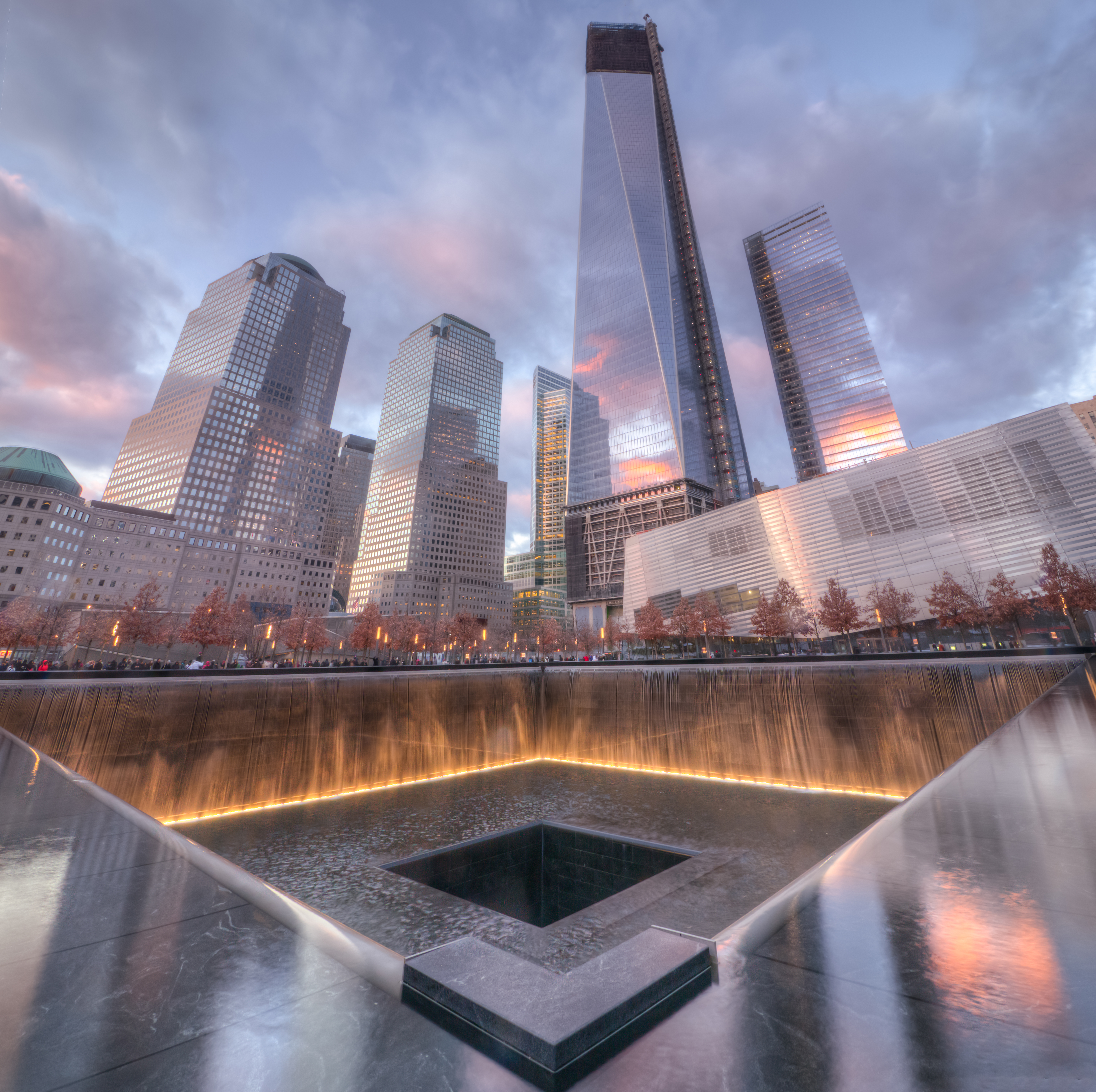
Uma das fontes do Memorial e, ao fundo, a Freedom Tower, 2012

Em janeiro de 2004, o projeto Reflecting Absence, dos arquitetos Michael Arad e Peter Walker, foi selecionado dentre 5 201 candidaturas de 53 nacionalidades como o novo memorial às vítimas do World Trade Center. O projeto previa dois corpos d'água de 4 mil m² de área contendo as maiores cascatas artificiais dos Estados Unidos no formato das "Torres Gêmeas", simbolizando a perda das vidas e o vazio físico deixado pelos ataques terroristas de 2001. As cascatas foram uma estratégia de reduzir os ruídos da cidade, concedendo um tom contemplativo ao memorial. O paisagista Peter Walker foi responsável pela inclusão de inúmeros exemplares de carvalho-branco na praça entre as duas cascatas. Cerca de 400 exemplares de Liquidambar styraciflua e carvalhos brancos do pântano preenchem os 6 acres restantes da Memorial Plaza - a praça central do monumento - enaltecendo a natureza da região.
Nomes das vítimas

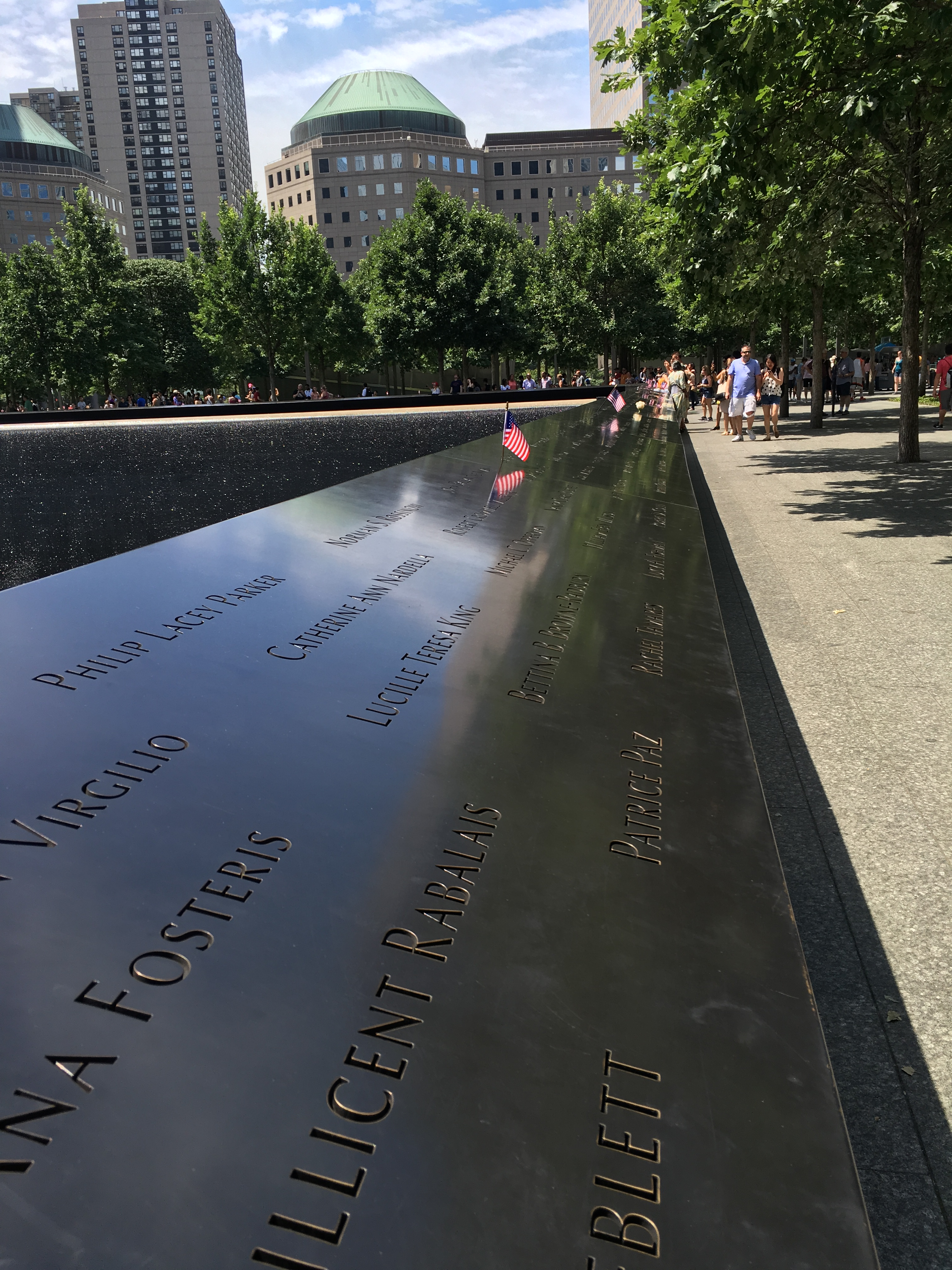
Nomes das vítimas na borda na Fonte Sul do Memorial

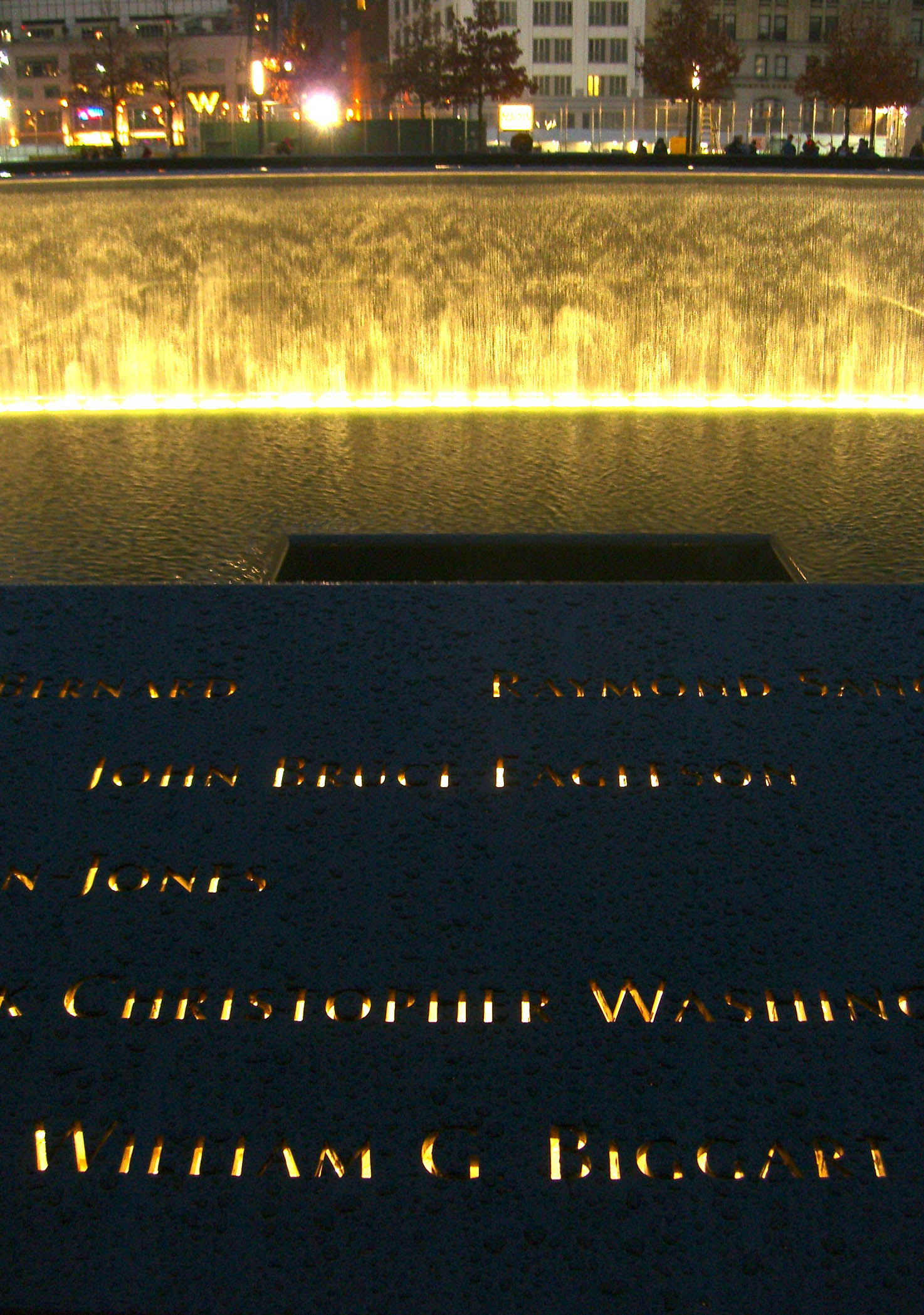
Painel S-66 da Fonte Sul, indicando o nome de Bill Biggart

Os nomes das 2 983 vítimas dos atentados estão gravados em placas de bronze atreladas ao parapeito das fontes do memorial: 2 977 mortas nos atentados de 11 de setembro de 2001 e seis mortas durante o atentado de 1993. A disposição dos nomes segue uma ordem algorítmica, criando "adjacências significativas" com base nas relações de proximidade à época dos ataques, afiliação a companhias ou organizações (para aqueles ligados ao World Trade Center ou ao Pentágono) e em resposta à solicitação de 1,2 mil familiares.
Os nomes dos funcionários e visitantes da Torre Norte, os passageiros e tripulação do Voo American Airlines 11 (que atingiu o edifício) e os funcionários e um visitante do atentado de 1993 foram gravados no perímetro da Fonte Norte (North Pool). Os nomes dos funcionários e visitantes da Torre Sul, os passageiros e tripulação do Voo United Airlines 175 (que atingiu o edifício), os funcionários, visitantes e transeuntes das redondezas de ambas as torres, os primeiro socorristas que morreram durante as operações de resgates, passageiros e tripulação do Voo United Airlines 93 (que sucumbiu nas proximidades de Shanksville, Pensilvânia) e do Voo American Airlines 77 (que atingiu o Pentágono) estão no perímetro da Fonte Sul (South Pool). Entretanto, os nomes das empresas que perderam funcionários ou instalações não foram incluídos.
O processo de organização dos nomes das vítimas foi finalizado em 2006 após um acordo com familiares. De acordo com Edith Lutnick, diretora executiva da Cantor Fitzgerald Relief Fund - os nomes dos "entes queridos" estão cercados pelos nomes daqueles com quem eles se sentaram, aqueles com quem trabalharam, aqueles com quem conviveram e, muito provavelmente, com quem passaram seus últimos momentos".
As seis vítimas do atentado de 1993 foram homenageadas no Painel N-73 na Fonte Norte.  A frase "e sua criança não nascida" (and her unborn child) segue os nomes das dez grávidas mortas durante os atentados de 2001 e uma morta durante o atentado de 1993.
Árvore Sobrevivente
Uma pereira recuperada dos escombros do local do World Trade Center em outubro de 2001 foi posteriormente alcunhada "A Árvore Sobrevivente" (Survivor Tree). Quando a árvore de 2,4 metros foi resgatada estava quase totalmente incinerada e com apenas um galho vivo. A árvore havia sido plantada na década de 1970 próxima aos prédios 4 e 5 do complexo, nas redondezas da Church Street. Joe Daniels, presidente do memorial, descreveu-a como "um elemento chave da paisagem do memorial".
Em novembro de 2001, a árvore foi transportada pelo Departamento de Parques e Recreação da Cidade de Nova Iorque para o Van Cortlandt Park, no Bronx, sendo replantada em 11 de novembro. Especialistas consultados desacreditaram que a árvore pudesse resistir por muito mais tempo, porém voltou a mostrar sinais de vitalidade na primavera seguinte.

## Museu
O museu foi aberto ao público em 15 de maio de 2014 exibindo 10,3 mil peças, incluindo 2 380 doações particulares, 2 136 documentos e 37 grandes objetos retirados do local dos atentados. Neste acervo, consta fragmentos dos aviões, carro de bombeiro parcialmente destruído, colunas de aço retorcidas pelo impacto das aeronaves, escada dos sobreviventes, entre outras peças.

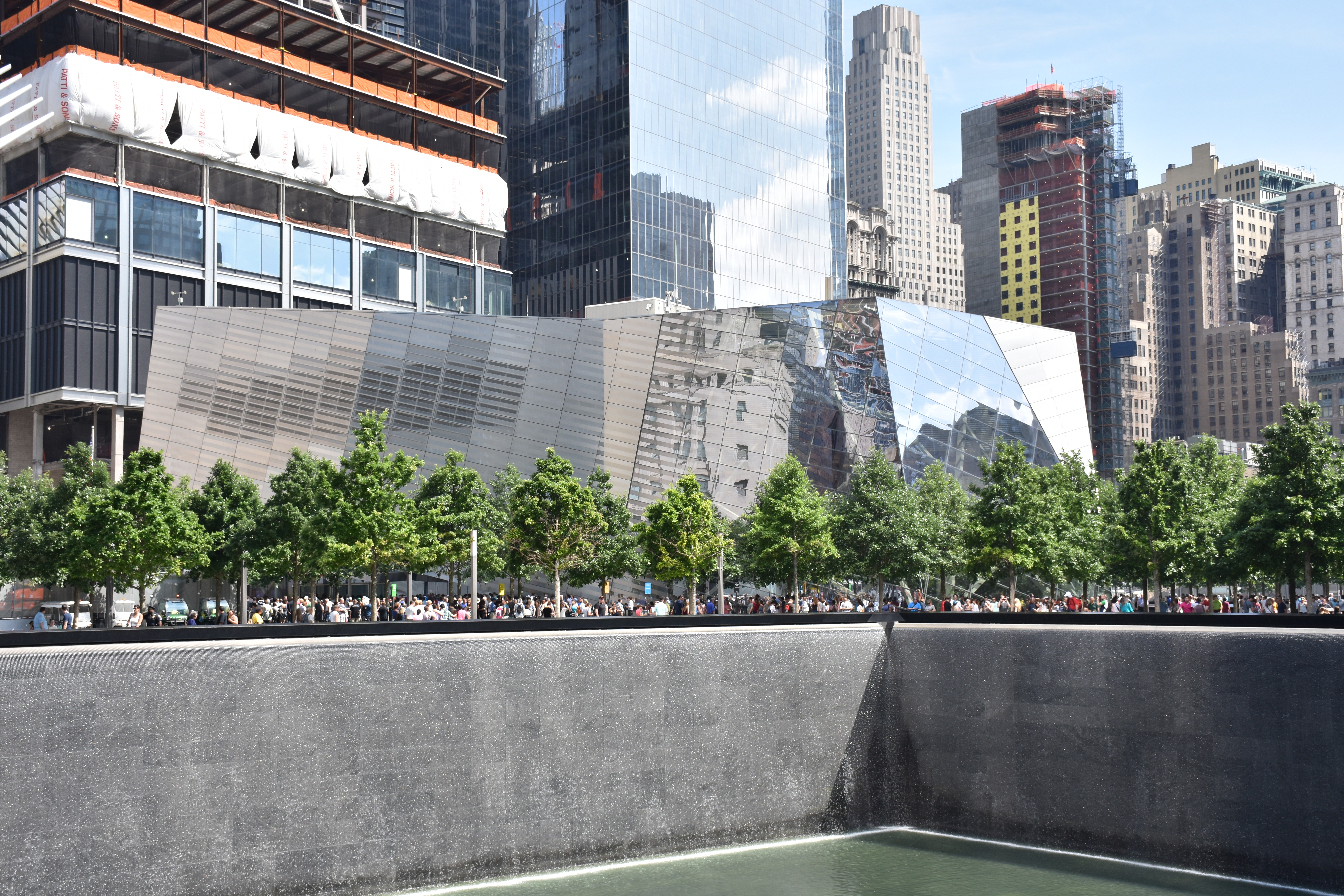
O Museu do 11 de Setembro (ao fundo) e a Fonte Norte

### Construção
O museu subterrâneo possui artefatos dos atentados de 11 de setembro de 2001, incluindo aço das Torres Gêmeas (como a última peça de aço transportada do Ground Zero em maio de 2002). O museu foi erguido na antiga localização da escultura The Sphere, de Fritz Koenig, um grande globo de metal no centro da fonte entre as duas torres. Atingida, mas em bom estado, a escultura foi instalada no vizinho Battery Park.

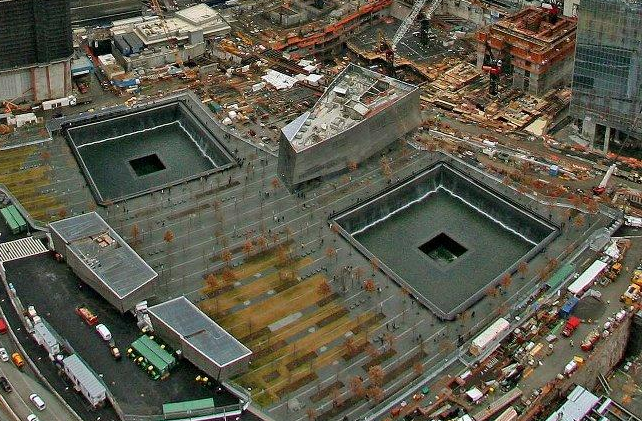
O museu ainda em construção em janeiro de 2012

Em dezembro de 2011, a construção do museu foi paralisada por conta de disputas entre a Autoridade Portuária de Nova Iorque e Nova Jérsei e a fundação responsável pelo memorial sobre custas de infra-estrutura. Em 13 de março de 2012, novas conversações sobre a questão foram levantadas e a construção voltou ao normal. Após uma série de especulações, foi anunciado que o museu seria aberto ao público em 21 de maio de 2014.
O museu foi dedicado em 15 de maio de 2014. O então Presidente Barack Obama e o ex-presidente Bill Clinton estiveram presentes, além da ex-Secretária de Estado Hillary Clinton, o Governador Andrew Cuomo e os ex-prefeitos David Dinkins, Rudy Giuliani e Michael Bloomberg. O então prefeito de Nova Iorque, Bill de Blasio, conduziu a cerimônia de inauguração do museu. Durante a cerimônia, a cantora e atriz LaChanze interpretou a canção tradicional "Amazing Grace", a qual dedicou ao seu marido (morto durante os atentados). Durante os cinco dias entre sua dedicação e sua abertura ao público, o museu foi visitado por mais de 42 mil pessoas.
Uma cerimônia de abertura foi realizada em 21 de maio, durante a qual 24 policiais e bombeiros participaram do hasteamento da bandeira norte-americana. Os portões nas cercanias do museu foram derrubados, sendo sua primeira abertura desde os atentados em 2001. Além da aparência do prédio (cuja finalidade é evocar memórias sem causar dor), a fundação disponibilizou guias por conta do grande número de visitantes.

### Arquitetura

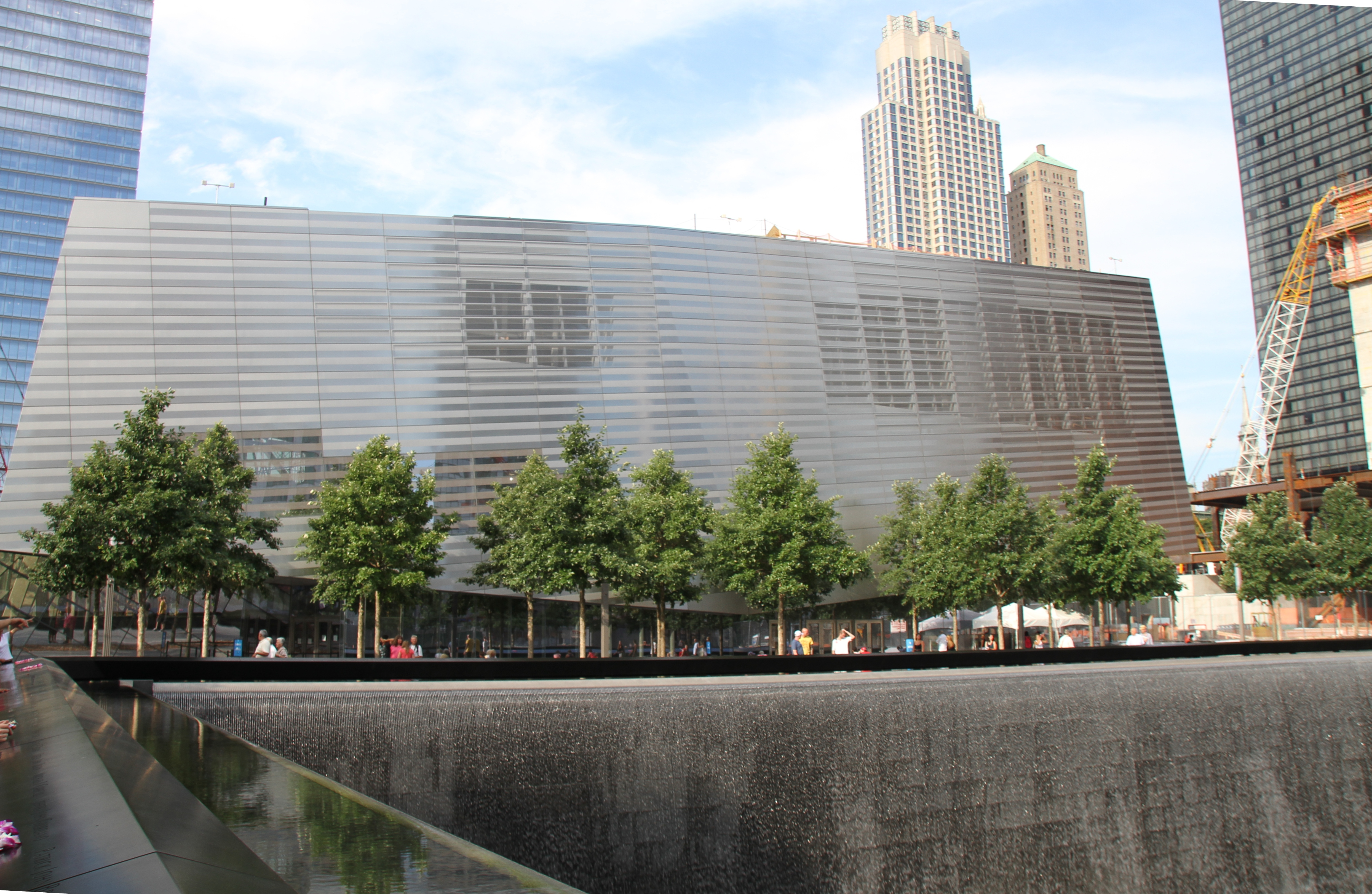
Museu Nacional do 11 de Setembro, 2012

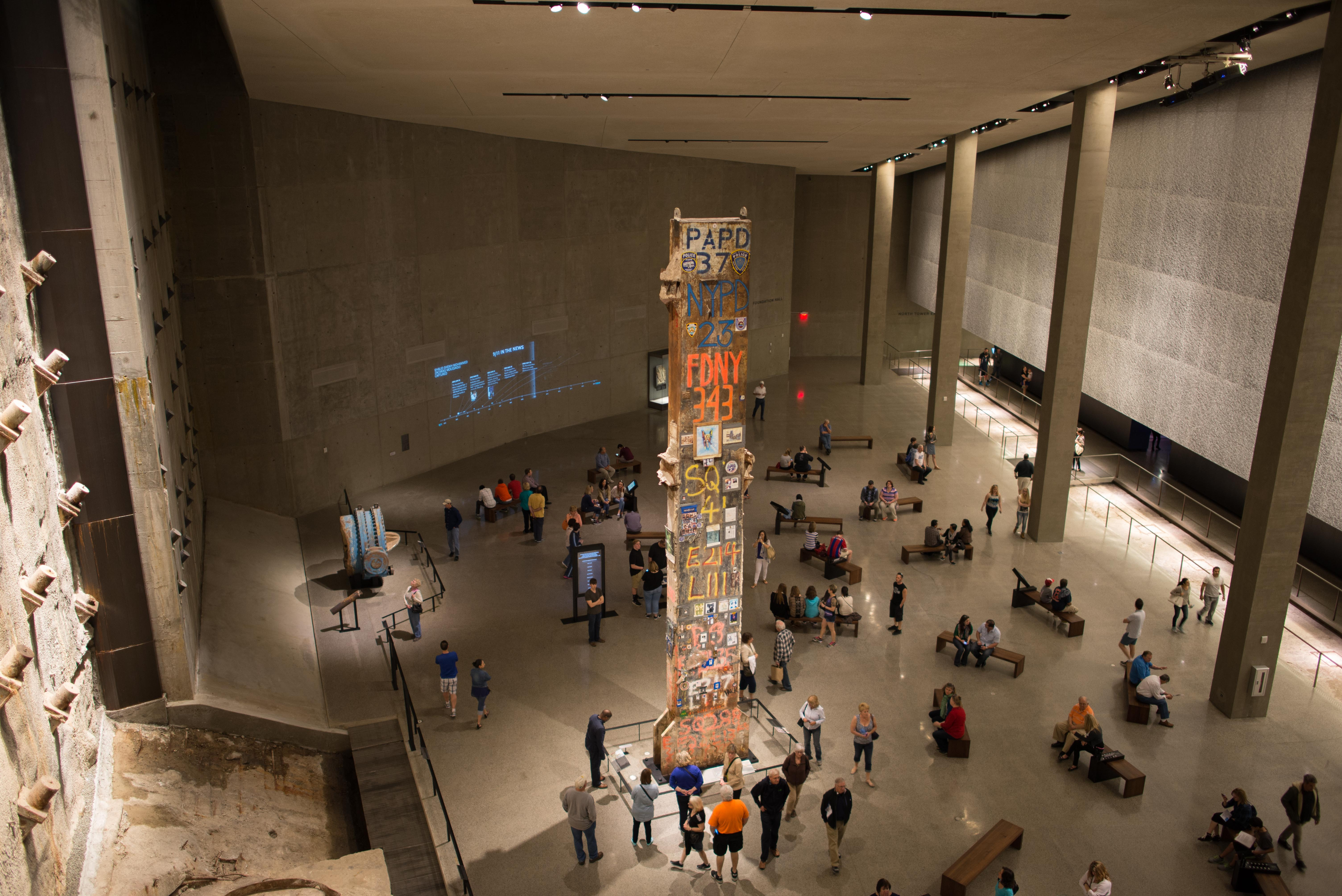
A sala principal do museu exibe a "Última Coluna" e o muro de contenção que pertenceu ao World Trade Center original

Projetado por Davis Brody Bond, o museu está a aproximadamente 21 metros abaixo do solo, sendo acessível através de um pavilhão projetado pela firma Snøhetta. O Museu Memorial Nacional do 11 de Setembro abrange uma área de 10 mil m² de espaço público acessível. O pavilhão possui uma aparência desconstrutivista, assemelhando-se a um edifício parcialmente destruído (em referência ao efeito dos atentados), e abriga duas vigas "tridentes" retiradas dos escombros das Torres Gêmeas. Uma das paredes do museu é uma parede de contenção do rio Hudson, que permaneceu intacta durante e após os ataques de 11 de setembro.
Outras peças retiradas do Ground Zero incluem veículos de emergência (incluindo um caminhão do corpo de bombeiros destruído durante a queda de uma das torres), peças de metal de cada um dos sete edifícios, gravações de sobreviventes e socorristas (incluindo ligações de emergência), fotos de todas as vítimas, fotografias dos escombros e outros materiais detalhando a destruição do complexo. O museu foi projetado para evocar memórias sem causar dor aos visitantes, particularmente aos sobrevivente e familiares das vítimas.

### Controvérsias
Omissão de Little Syria
O World Trade Center ocupava a região anteriormente conhecida como Little Syria, habitada principalmente por árabes desde a década de 1880. A esquina onde situava-se a Igreja Maronita St. Joseph foi encontrada sob escombros, próxima à Igreja Ortodoxa St. Nicholas. Desde então, historiadores e pesquisadores locais e pesquisadores têm exigido a inclusão de uma referência a este ocorrido na exibição do museu para "ajudar aos milhares de turistas que visitam o local a compreenderem que árabe-americanos tiveram um papel patriótico na história do país". De acordo com o jornal New York Daily News, um representante do museu afirmou que seus "curadores não planejam incluir informação sobre as raízes árabes do local na coleção permanente do museu".